# هيكتور فاغاردو
هيكتور فاغاردو (بالإسبانية: Héctor Fajardo)‏ هو لاعب كرة قاعدة مكسيكي، ولد في 16 نوفمبر 1970 في Sahuayo ‏ في المكسيك.

## وصلات خارجية
- هيكتور فاغاردو على موقعبيزبول رفرنس.كوم (الدوري الرئيسي) (الإنجليزية)
- هيكتور فاغاردو على موقعبيزبول رفرنس.كوم (الدوري الثانوي) (الإنجليزية)